# Coussapoa
Coussapoa är ett släkte av nässelväxter. Coussapoa ingår i familjen nässelväxter.

## Bildgalleri

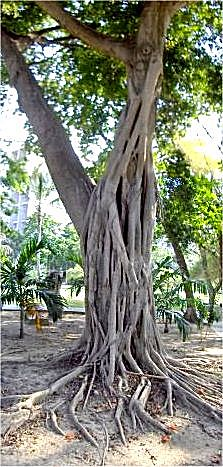

## Dottertaxa tillCoussapoa, i alfabetisk ordning[1]
- Coussapoa angustifolia
- Coussapoa arachnoidea
- Coussapoa argentea
- Coussapoa asperifolia
- Coussapoa batavorum
- Coussapoa brevipes
- Coussapoa chocoensis
- Coussapoa cinnamomea
- Coussapoa cinnamomifolia
- Coussapoa contorta
- Coussapoa crassivenosa
- Coussapoa cupularis
- Coussapoa curranii
- Coussapoa david-smithii
- Coussapoa duquei
- Coussapoa echinata
- Coussapoa ferruginea
- Coussapoa floccosa
- Coussapoa fulvescens
- Coussapoa glaberrima
- Coussapoa herthae
- Coussapoa jatun-sachensis
- Coussapoa latifolia
- Coussapoa leprieurii
- Coussapoa longepedunculata
- Coussapoa macerrima
- Coussapoa manuensis
- Coussapoa microcarpa
- Coussapoa microcephala
- Coussapoa napoensis
- Coussapoa nitida
- Coussapoa nymphaeifolia
- Coussapoa oligocephala
- Coussapoa orthoneura
- Coussapoa ovalifolia
- Coussapoa pachyphylla
- Coussapoa parviceps
- Coussapoa parvifolia
- Coussapoa purpusii
- Coussapoa scabra
- Coussapoa sprucei
- Coussapoa tessmannii
- Coussapoa tolimensis
- Coussapoa trinervia
- Coussapoa valaria
- Coussapoa vannifolia
- Coussapoa villosa
- Coussapoa viridifolia